# Stenoonops saintjohn
Espèce
Stenoonops saintjohn est une espèce d'araignées aranéomorphes de la famille des Oonopidae.

## Distribution
Cette espèce est endémique des îles Vierges des États-Unis,.  Elle se rencontre à Saint-John et à Saint Thomas.

## Description
Le mâle holotype mesure 2,17 mm et la femelle paratype 2,55 mm.

## Étymologie
Son nom d'espèce lui a été donné en référence au lieu de sa découverte, l'île de Saint-John.

## Publication originale
- Platnick & Dupérré, 2010 : The goblin spider genera Stenoonops and Australoonops (Araneae, Oonopidae), with notes on related taxa. Bulletin of the American Museum of Natural History, no 340, p. 1-111 (texte intégral).